# As Cortes (Río)
As Cortes es un lugar situado en la parroquia de Argas, del municipio español de Río, en la provincia de Orense, Galicia.

## Demografía
| Gráfica de evolución demográfica de As Cortes entre 2000 y 2023 |
|                                                                 |
| Datos según el nomenclátor publicado por el INE.                |